# Télématique
 (septembre 2020).

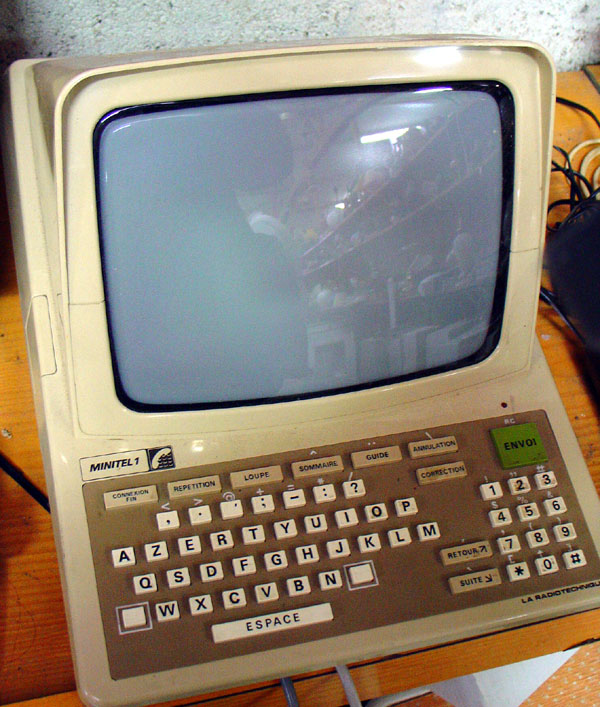
Première version du Minitel, Built 1, sortie en 1982 ; grand succès en France, il n'a pas franchi les frontières.

La télématique est un concept qui recouvre les applications associant les télécommunications et l'informatique.
La télématique couvre aujourd'hui des applications dans différents domaines dont les transports.
Le terme est apparu à l'occasion du rapport Nora-Minc et illustré en France par la filière technologique qui allait donner lieu au réseau Transpac et aux services du Minitel.
Après ces débuts la télématique a continué son développement avec l'internet dans différents domaines dont le domaine automobile.

## Terminologie
Telle qu'elle était définie dans le rapport Nora-Minc (1978), la « télématique » désignait l'association de l'informatique et des télécommunications.

« La « télématique » désigne tout système de communication qui établit une relation interactive, par l'intermédiaire d'un terminal et via un réseau ouvert, entre un utilisateur et un serveur de données. »

— La télématique française en marche vers les autoroutes de l'information

## Origines
En France, les premiers travaux sur la télécommunication remontent au début des années 1960. C’est à cette date qu’apparaît la « vidéographie », un procédé de télécommunication permettant de transmettre un texte par affichage sur des postes récepteurs et notamment des postes de télévision.
Parallèlement, c’est aussi à cette époque que le Centre national des études de télécommunication (CNET) décide de moderniser le téléphone en recherchant de nouvelles fonctionnalités.
En 1973, apparaît le réseau français « Cyclades » destiné à devenir l’internet actuel et soutenu par des constructeurs proposant une informatique plus décentralisée, comme Bull et l'américain Honeywell.
Mais Cyclades n’eut pas le même succès que sa version américaine « Arpanet ». En effet dès 1975, les PTT et leurs fournisseurs s'inquiètent de projets qui ont pour vocation de les concurrencer, l'un de ces fournisseurs étant de plus actionnaire de CII-Honeywell-Bull, qui promeut une vision de l'informatique en réseau par routage de paquets. Le gouvernement français décide de démanteler Cyclades, affirmant qu’il n’était pas assez fiable. Il ouvre alors le réseau « Transpac », basé sur une autre technologie, la commutation de circuits, sur laquelle est basé le raccordement du Minitel. En 1977, la remise à Valéry Giscard d'Estaing, Président de la République, du rapport sur l'informatisation de la société, rédigé par Simon Nora et Alain Minc, va entraîner une révolution technologique baptisée par les auteurs du néologisme « télématique » défini comme la connexion de terminaux permettant la visualisation de données informatiques stockées dans des ordinateurs à travers les réseaux de télécommunication. Alain Minc, l'un des deux auteurs du Rapport Nora-Minc, devient en 1979 directeur financier de CII-Bull, qui prend une participation au capital d'Olivetti, fabricant italien de machines à écrire.
Le gouvernement français choisit alors la voie d'une spécialisation en téléphonie plutôt qu’en microinformatique.

## Service Télétel français
En France, le service Télétel accessible au travers d'un terminal — dénommé Minitel — a longtemps été le plus connu des services télématiques, avant le développement de l'internet et de la télématique mobile.

### Prémisses
Apparait en 1974 le système TIC-TAC (Terminal Intégré Comportant Téléviseur et Appel au Clavier), concept très novateur permettant de relier télécommunication et informatique. Mais faute de susciter un grand intérêt de la part des services d'exploitation des télécoms qui ne voyaient pas les nombreux avantages et les fonctionnalités d’un tel système, le TIC-TAC disparait.
L’année 1977 marque une grande avancée dans le domaine des télécommunications et de l’informatique grâce au Directeur Général des télécommunications (Gérard Théry) qui décide de proposer au Gouvernement un plan de développement : « le téléphone pour tous ».
Cette brillante idée va devenir une priorité nationale et marquera le début de « l’informatique pour tous ».
C’est à ce moment précis qu’on peut placer la naissance du Minitel ; le Centre national d'études des télécommunications (CNET), à Lannion, est un des membres ayant contribué à cette filière.
Le terme « télématique » apparait pour la première fois dans un rapport rendu par Simon Nora et Alain Minc dans le rapport L'Informatisation de la société (La Documentation française, 1978. Il a été préparé pour le Premier ministre français en réponse au développement de la technologie informatique et du début de l’ère de l’information. Le terme anglais équivalent telematics ne l'a pas précédé ; il en est une traduction. Constatant un retard de la France en matière de microinformatique, l’idée du rapport était de parvenir à associer les télécommunications et l’informatique (« télématique ») afin de mettre à disposition du grand public des services de nature ou d’origine informatique pouvant être fournis à travers un réseau de télécommunication.

### Lancement
Un premier test d’annuaire électronique, une des applications de « Télétel », est effectué à Saint-Malo en 1980. Au regard de l’efficacité de ce nouveau système, les premières hostilités apparaissent dans le monde de la presse (crainte de l’arrivée d’un nouveau concurrent) et de la politique (peur pour la protection de la vie privée).
C’est la raison pour laquelle en 1982, le législateur décide tout d’abord de soumettre la télématique à un régime d’autorisation qui était cependant proche de celui de la déclaration puisque l’autorisation pouvait être acquise tacitement après un délai de deux mois sans réponse de l’administration.
L’année suivante, une seconde expérience proposant un service d’annuaire électronique est effectuée sur l'ensemble de l'Ille-et-Vilaine. Vu son succès, le système est généralisé sur tout le territoire français. Grâce à sa technique de diffusion à la fois fiable et souple, la presse abandonne peu à peu son hostilité et les Français commencent à s’intéresser de plus en plus à la télématique.

### Généralisation
À la fin 1983, France Telecom décide d’équiper gratuitement tous les foyers du Minitel afin que chacun puisse découvrir quels y sont les services disponibles. L'idée est une réussite puisqu’on assiste à un décollage des usages du Minitel.
Néanmoins, certains sujets restent encore problématiques comme celui de la pornographie et de la tarification. On tente d’associer de façons diverses gratuité et abonnements à différents services…
Le véritable essor apparaît entre 1984 et 1985 grâce à deux phénomènes.
D’une part avec la naissance du « kiosque », méthode simple de recouvrement et de distribution des services Minitel fondée non pas sur la distance mais sur la durée de consultation.
D'autre part, grâce à la distribution gratuite d'un terminal, simple, de consultation : le Minitel.
En outre, avec l’apparition du 3615 et des codes d’accès, un service de qualité parvenu à remporter la satisfaction de tous. On assiste alors à une explosion de services sur le marché : 145 services en janvier 1984, 2074 en janvier 1986, près de 5 000 en 1987, 23 000 vers le milieu des années 1990. Le chiffre d'affaires des services télématiques en France est alors estimé par Télématique magazine à deux milliards de francs de l'époque.
Pour des raisons techniques, il est temporairement impossible d'afficher le graphique qui aurait dû être présenté ici.

### Bilan
Le succès du Minitel résulte surtout des services de messageries roses qui totalisent la moitié des communications en 1990 grâce à la diffusion du sexe par téléphone.
Il faut néanmoins observer que le développement de cette technique s’est fait de façon assez hétérogène sur le territoire français. On s’est aperçu que les régions du Nord de la France dans lesquelles les premières expériences avaient été effectuées étaient plus sensibles à la télématique que celles du Sud mais considérant que cela était dû à une universalisation progressive France Télécom n’y voyait en rien une stagnation.
Il faut noter l'usage original qui a été fait de la télématique à partir de 1984 par des enseignants du mouvement Freinet qui créèrent les premiers réseaux télématiques de classes avec pages magazines et liste de diffusion (en 1984 sur le serveur du Conseil Général de la Vienne et sur celui du CNRS, puis en 1986 sur le serveur de Châtellerault).
Malgré tout à partir de 1992, le Minitel, bien que fiable et facile d'emploi grâce à ses facilités de paiement, apparaît de moins en moins attrayant et ses limites deviennent flagrantes surtout en ce qui concerne les techniques d'affichage désormais obsolètes.
En 1993 le déclin du Minitel est très visible à cause de l’apparition de modes de communication comme le « World Wide Web », mode d'utilisation de l'Internet conçu au CERN de Genève par Tim Berners-Lee; cette notion de « toile (d’araignée) mondiale » rencontre un très vif succès (doublement chaque année du nombre d'utilisateurs plusieurs années de suite). Plus communément appelé « la Toile » ou encore « le Web », il permet à l’internaute d’accéder à un grand nombre d’informations grâce à l’existence de liens ou « hypertextes » entre différents mots clés, un peu comme on chemine dans une encyclopédie.

### Transition vers l'Internet
En 2001, les internautes adaptent le nouveau système de télécommunication internet, qui marque l’abandon du Minitel.
Cette transition a été appuyée par une volonté politique — les États-Unis pratiquant une prophylaxie active par le biais de l'Internet Society — la France souhaitant utiliser ces nouvelles technologies[réf. souhaitée]. Lionel Jospin affirme dès 1997, que « Le Minitel, réseau uniquement national, et limité technologiquement, risque de constituer un frein au développement des applications nouvelles et prometteuses des technologies de l’information ».
France Telecom met en place une nouvelle stratégie consistant à offrir aux usagers un moyen de relier le Minitel à internet par un système de téléchargement du logiciel à partir du site I-Minitel.
À partir de 1998, il est difficile d’évaluer le pourcentage de personnes qui utilisent encore le Minitel. Il semblerait que malgré son utilisation de plus en plus rare, le Minitel ne soit pas encore[Quand ?] voué à disparaître puisqu’il conserve quelques adeptes qui regrettent certains avantages tels que sa grande simplicité d’utilisation notamment pour les personnes âgées, sa disponibilité instantanée sans délai de démarrage, son silence total (ni ventilateur ni disque dur), l’anonymat des usagers ou encore l’intérêt économique qui rémunère certains prestataires — tels que la SNCF — à qui le réseau télématique rapporte plus qu’il ne coûte.
Avec le développement de l'Internet, le système de télématique télétel spécifiquement français, devient redondant: ses débits de 1 200 bits à 9 600 bauds cessent d'augmenter quand de nouveaux modem permettent des débits supérieurs sur Internet.
Les services télématiques commerciaux, trop coûteux sont délaissés.
Les services télématiques commercialisés par minitel font face aux moindres couts des services commercialisés par internet.
Le terme[Lequel ?] n'est plus guère employé de nos jours[Quand ?], ayant trop souffert de son association au décollage de l'informatique publique dans les années 1980. Pourtant « la différence entre informatique et télécommunications devient [de plus en plus] ténue. » .
Le service télématique utilisé par le Minitel a été fermé par France Télécom le 30 juin 2012.

## Nouveaux supports

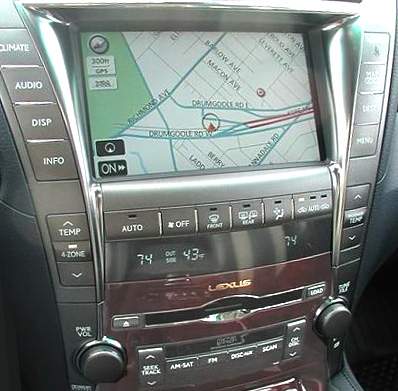
Lexus Gen V navigation system

Entre 1988 et 1990, dans le domaine de la téléphonie mobile numérique, un différend oppose trois sociétés membres d'un même consortium ECR 900, relative au développement d'un nouveau système européen de téléphonie mobile, cellulaire et numérique qui permet l'adjonction de services informatiques et télématiques.
En 1995, le rapport La télématique française en marche vers les autoroutes de l'information envisage un développement de la télématique structuré sur trois axes : la convergence, la concurrence et la mondialisation.

## Nouvelles applications
Les produits et services télématiques s'introduisent dans les automobiles dans les années 1990 :
- en 1991, Renault fonde NavTech couvrant 70% de la navigation en Europe en 2001
- 1 million de systèmes de navigation et de télévision vendus au Japon en 1997
- plus de 500 000 abonnés au service gm-on Star aux États-Unis après 1997[9]

Le 17 juin 1997, le Conseil de l'Union européenne adopte une résolution relative au déploiement de la télématique dans les transports routiers, concernant notamment la convergence des systèmes de perception électronique de redevances pour atteindre un niveau adéquat d'interopérabilité au niveau européen.
Portées par le développement exponentiel des capacités de traitement de l'information (selon la loi de Moore, doublement du nombre de transistors des microprocesseurs sur une puce de silicium tous les deux ans pour le même coût) et par l'accroissement parallèle des capacités de transmission de l'information, l'informatique et les télécommunications sont malgré tout promises à un immense avenir.
autres usages
Quelques exemples sont la commande à distance de machines, le relevé distant de compteurs, la commande de fonctions de son habitation ou de son bureau.

### Terminologie dans les transports
En Europe, le terme télématique est utilisé dans certains textes légaux liés aux transports.

« applications télématiques », des systèmes utilisant les technologies de l'information, de communication, de navigation ou de positionnement/localisation, afin de gérer de manière efficace les infrastructures, la mobilité et le trafic sur le réseau transeuropéen de transport et d'offrir des services à valeur ajoutée aux citoyens et aux opérateurs, y compris des systèmes permettant une utilisation du réseau qui soit sûre, sécurisée, écologiquement saine et efficace en matière de capacités. Elles peuvent également comprendre des dispositifs embarqués, pourvu que les dispositifs forment un système indivisible avec les composants d'infrastructure correspondants »

— Règlement (UE) No 1315/2013
Ce règlement considère comme relevant des applications télématiques :
- le système de transport intelligent (STI),
- le système de gestion du trafic aérien,
- les systèmes de suivi du trafic des navires et d'information,
- les services d'information fluviale (SIF),
- les services maritimes électroniques ainsi que le système de gestion du trafic ferroviaire européen (ERTMS).

Une directive de 2002 des systèmes télématiques terrestres prévoir des exigences d'une réception ou d'une transmission sans délai, 24 heures sur 24, des informations notifiées dans le cadre de la directive 2002/59/CE du 27 juin 2002 relative à la mise en place d'un système communautaire de suivi du trafic des navires et d'information.

### Automobile

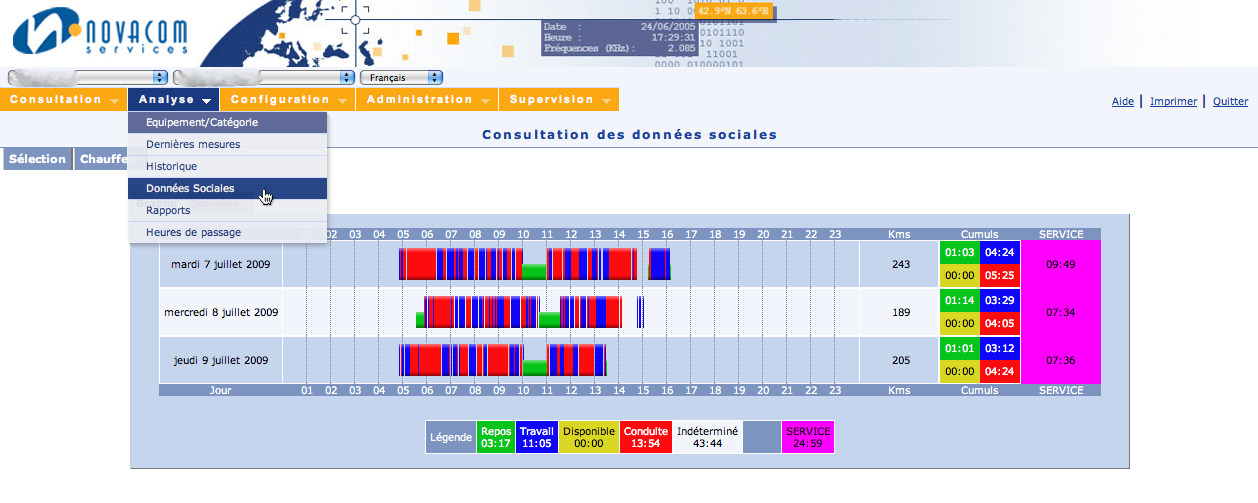
Visualisation de données sociales via un boîtier télématique.

Le développement des véhicules connectés associe de plus en plus la télématique au secteur automobile.
Services
La télématique est en forte croissance dans le domaine de l'automobile et des transports. Les constructeurs offrent maintenant la possibilité de gérer à distance des incidents et des alertes, de collecter des informations sur l'environnement (météo, embouteillages) et de fournir des services aux passagers adaptés au contexte.
Dans ce cas, l'association d'un moyen de localisation du véhicule (GPS, ou le futur système européen Galiléo), augmente sensiblement les opportunités d'application pour un véhicule.